# Naucelles
Naucelles is een gemeente in het Franse departement Cantal (regio Auvergne-Rhône-Alpes). De gemeente telde 2.164 inwoners op 1 januari 2022. De plaats maakt deel uit van het arrondissement Aurillac.
Naucelles is een landelijke voorstad van Aurillac.
De vierkanten Tour de Saint-Étienne of Tour de Naucelles werd in de 9e eeuw gebouw op een kunstmatige heuvel. Rond de toren was er een klein castrum. De bovenbouw van de toen meer dan dertig meter hoge toren werd in 1747 afgebroken.

## Geografie
De oppervlakte van Naucelles bedroeg op 1 januari 2022 11,69 vierkante kilometer; de bevolkingsdichtheid was toen 185,1 inwoners per km².
De Authre vormt de westelijke grens van de gemeente.
De onderstaande kaart toont de ligging van Naucelles met de belangrijkste infrastructuur en aangrenzende gemeenten.

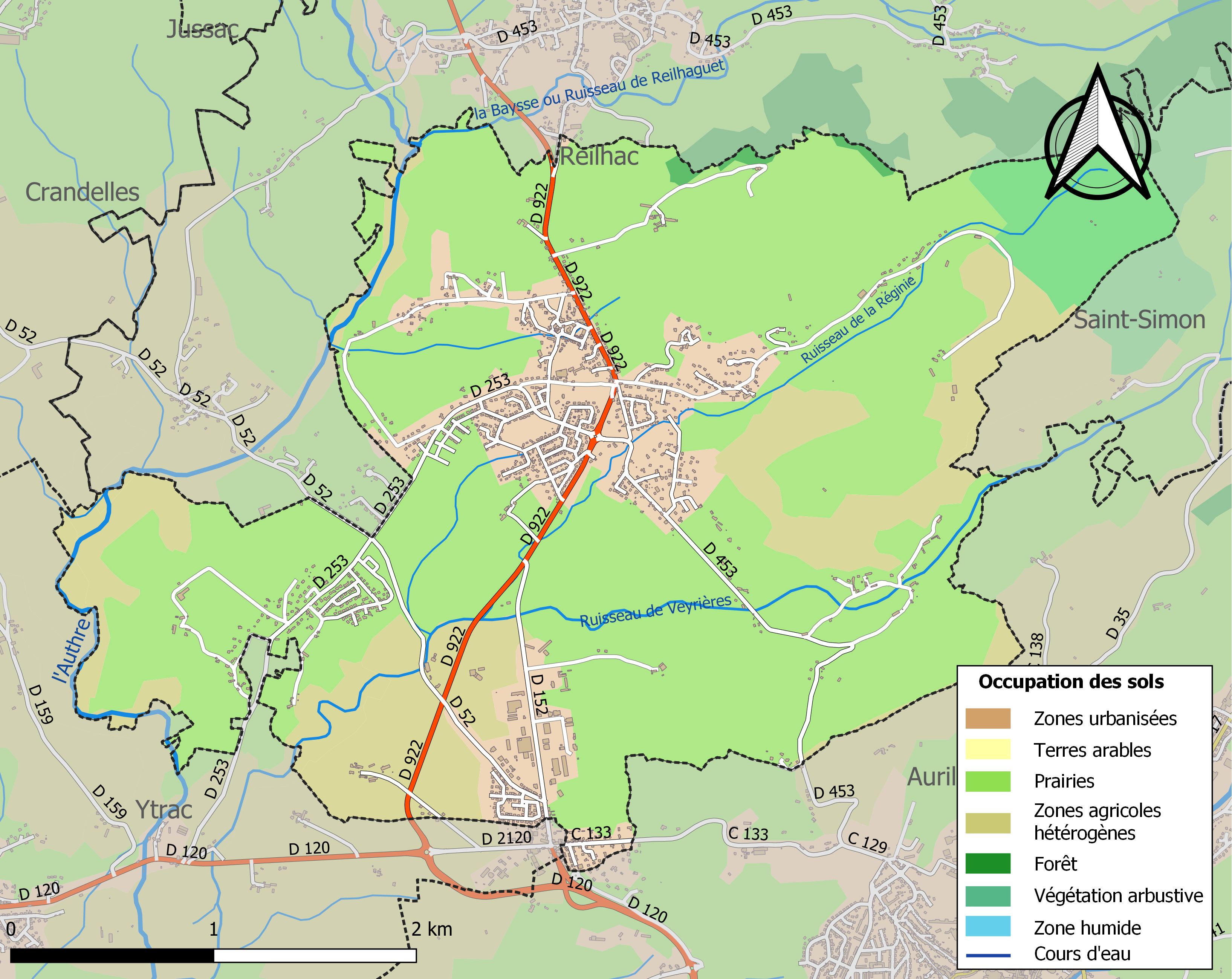

## Demografie
Onderstaande figuur toont het verloop van het inwonertal (bron: INSEE-tellingen).

Vanwege een beveiligingsprobleem met de MediaWiki Graph-software is het momenteel niet mogelijk deze grafiek weer te geven. Zodra de software is bijgewerkt zal de grafiek vanzelf weer zichtbaar worden.